# 그레이트 헬름

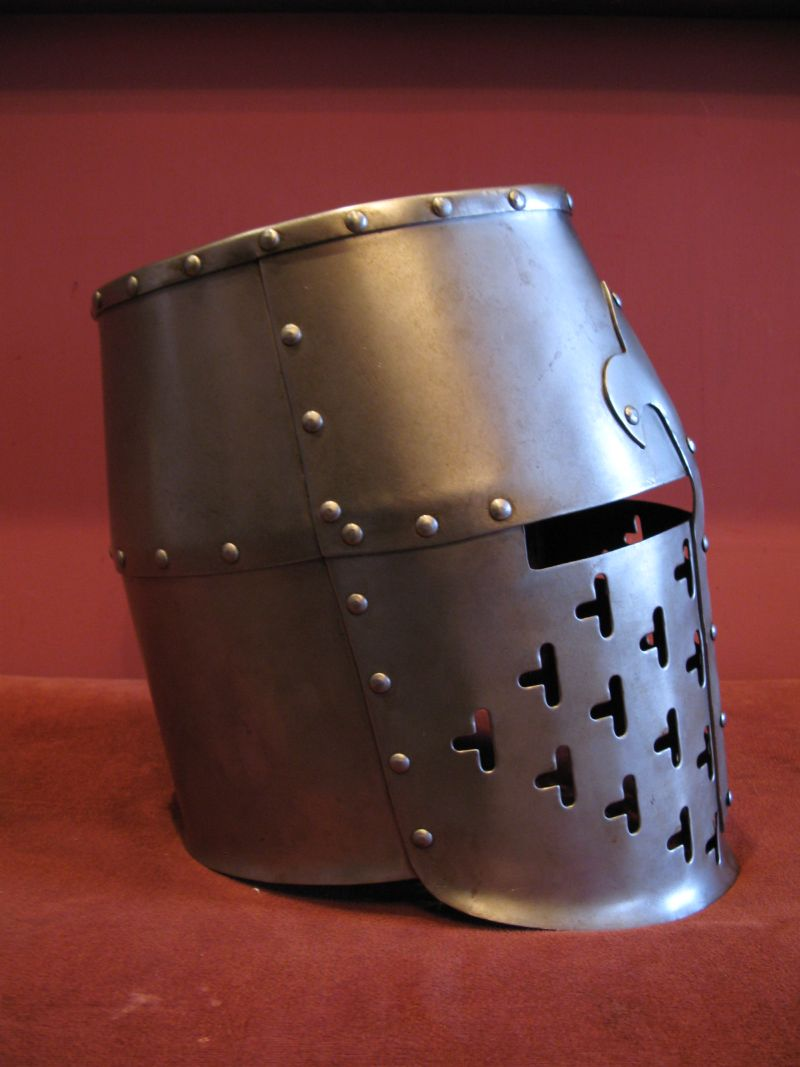

그레이트 헬름(great helm)은 12세기 말에서 십자군 시대를 거쳐 14세기까지 중세 절정기에 유행한 투구이다. 기원후 1220년경에서 1540년경 사이의 대부분의 유럽 군대의 기사들과 중장보병들이 사용했다. 바가지 모양으로 머리와 얼굴 전체를 가리고 눈구멍과 숨구멍만 뚫어 놓은 것이 특징이다.